# توليسا (قرية)
توليسا قرية في شمال شرق البوسنة والهرسك في منطقة بوزانسكا بوسافينا. يبلغ عدد سكانها حوالي 3,900 نسمة. اسمها مشتق من نهر توليسا.

## التاريخ
توليسا موطن أول مدرسة ابتدائية مدنية في البوسنة والهرسك والتي بنيت عام 1823، وتوجد فيها أكبر كنيسة كاثوليكية في البوسنة والهرسك شيدت من عام 1864 إلى عام 1881.

## وصلات خارجية
- بوابة توليسا

إحداثيات: 45°02′35″N 18°38′35″E / 45.043°N 18.643°E